# Edmund Rauch
Edmund Rauch (29. srpna 1863 Jarosław – 16. července 1923 Stanislavov) byl rakouský podnikatel a politik polské národnosti z Haliče, na počátku 20. století poslanec Říšské rady, v meziválečném období poslanec Sejmu.

## Biografie
Pocházel z židovské rodiny. Patřil mezi stoupence asimilačního proudu, který prosazoval národní a kulturní polonizaci židů. Vystudoval vyšší reálnou školu v Jarosławi a absolvoval obchodní školu. Bydlel v Stanislavově, kde vlastnil obchodní firmu Edmund Rauch & Henryk Rauch. Později byl majitelem výčepní licence, parního mlýna a byl podílníkem ve firmě Ozjasz Blumenfeld & Co. Od roku 1888 byl asesorem obchodního soudu v Stanislavově. V roce 1902 se stal členem obchodní a živnostenské komory ve Lvově. Angažoval se i politicky. Zasedal v okresní radě v Stanislavově. Roku 1904 získal titul císařského rady.
V době svého působení v parlamentu se uvádí jako továrník v Stanislavově.
Působil také coby poslanec Říšské rady (celostátního parlamentu Předlitavska), kam usedl ve volbách do Říšské rady roku 1911, konaných podle všeobecného a rovného volebního práva. Byl zvolen za obvod Halič 14.
Uvádí se jako polský demokrat (Polskie Stronnictwo Demokratyczne). Po volbách roku 1911 byl na Říšské radě členem poslaneckého Polského klubu.
Veřejně a politicky činným zůstal i v meziválečném období. Od roku 1919 do roku 1922 byl poslancem polského ústavodárného Sejmu. Zastupoval poslanecký Klub Pracy Konstytucyjnej. Neúspěšně kandidoval do Sejmu ve volbách v roce 1922 a to za formaci Unia Narodowo-Państwowa.